# Садловиці (Свентокшиське воєводство)
Садловиці (пол. Sadłowice) — село в Польщі, у гміні Войцеховиці Опатовського повіту Свентокшиського воєводства.
Населення — 188 осіб (2011).
У 1975—1998 роках село належало до Тарнобжезького воєводства.

## Демографія
Демографічна структура на день 31 березня 2011 року:
|          | Загалом | Допрацездатний вік | Працездатний вік | Постпрацездатний вік |
| -------- | ------- | ------------------ | ---------------- | -------------------- |
| Чоловіки | 90      | 17                 | 60               | 13                   |
| Жінки    | 98      | 13                 | 48               | 37                   |
| Разом    | 188     | 30                 | 108              | 50                   |